# 切尔特科沃 (罗斯托夫州)

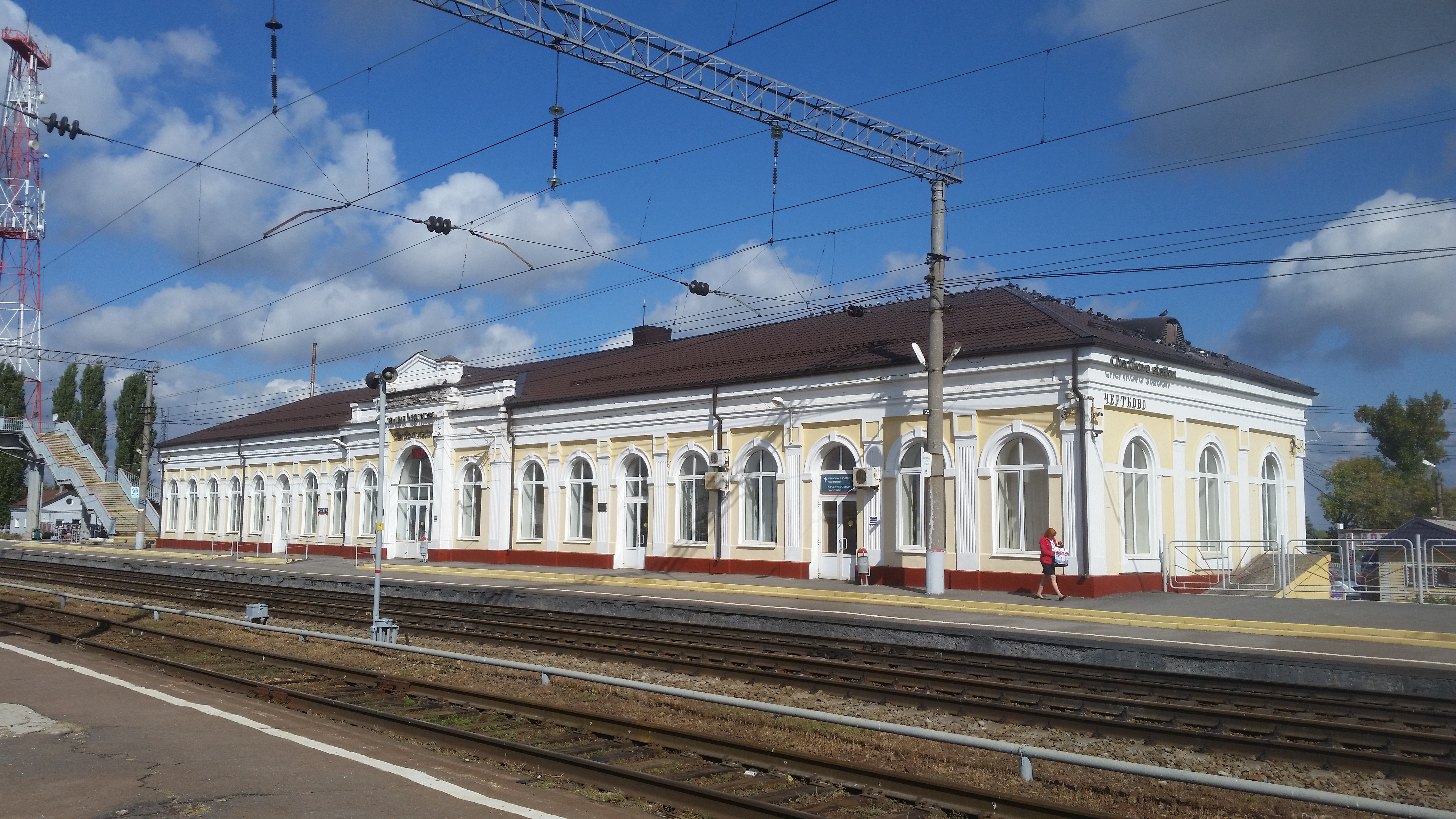
切尔特科沃火车站

切尔特科沃乡徽

切尔特科沃（羅馬化：Chertkovo）是一個位於俄罗斯罗斯托夫州切爾特科沃區的乡和該區的行政中心，2010年人口10,814；2002年人口11,029；1989年人口10,751。